# Fotoblog

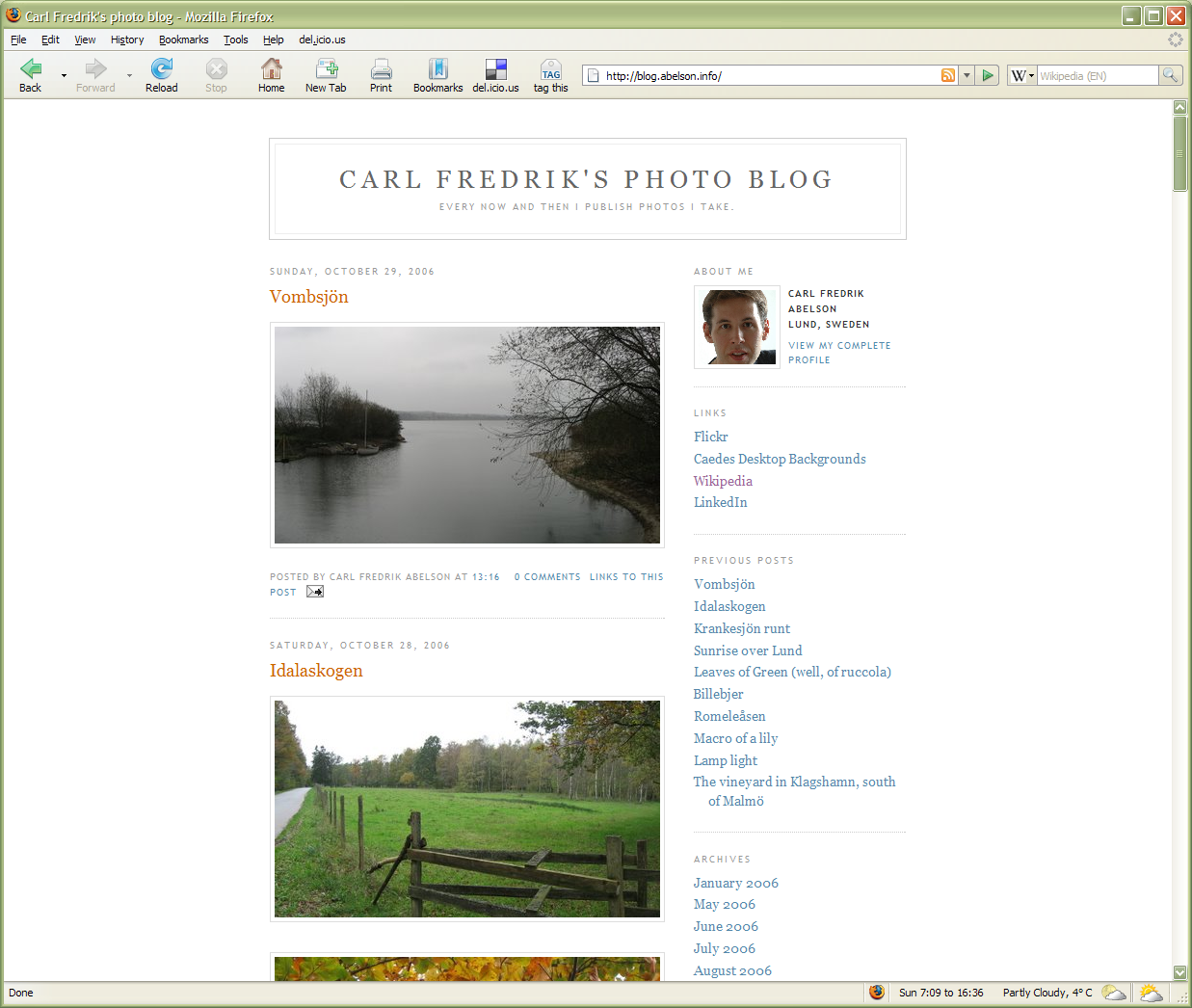

Fotoblog jest rodzajem internetowego pamiętnika, którego podstawową treść stanowią zdjęcia.

## Podział
Coraz większą grupę stanowią blogi, w których autorzy przedstawiają stworzone przez siebie prace, np. grafiki komputerowe tudzież rzeczy materialne, np. biżuteria.
Inną częścią są blogi, w których wraz ze zdjęciem dodany jest jego opis, często także pozdrowienia dla innych blogowiczów.
Najmniejszą część stanowią blogi najbardziej zbliżone formą i budową do klasycznego bloga. Autor dodaje zdjęcie, które niekoniecznie opisuje.
Wyraża On tam swoją opinię na temat własnych uczuć, poglądów itp. Trzyma się podstawowej formy bloga.

## Konstrukcja fotobloga
Konstrukcja fotobloga nie jest szczególnie skomplikowana. Strona główna bloga składa się przede wszystkim z nagłówka, często będącego adnotacją do nazwy bloga.
Poniżej znajduje się Tytuł do dodanego zdjęcia, często zobaczyć możemy też datę dodania lub inne informacje o zdjęciu, np. Aparat, jakim zostało ono wykonane.
Kolejnym elementem jest zdjęcie, poniżej jego opis lub jakakolwiek inna treść. Często poniżej znajduje się specjalne pole przeznaczone do komentowania przez użytkowników,
a także przez osoby anonimowe.